# Kung Fu Panda (film)
Kung Fu Panda is een Amerikaanse animatiefilm uit 2008, onder regie van Mark Osborne en John Stevenson. De film werd geproduceerd door DreamWorks Animation in Glendale, Californië. De stemmen in de film werden ingesproken door onder anderen Jack Black, Dustin Hoffman, Jackie Chan en Angelina Jolie.

## Verhaal
De film speelt zich af in een fantasyversie van het Oude China, bevolkt door antropomorfe dieren. Centraal staat Po, een luie panda die werkt in het noedelrestaurant van zijn adoptievader. Zijn vader wil graag dat Po ooit het restaurant van hem overneemt, maar Po wil zelf graag kungfumeester worden. Hij is groot bewonderaar van de vurige vijf: een vijftal kungfumeesters die de vallei waar Po woont beschermen.
Op een dag krijgt de oude kungfumeester Oogway een visioen dat de gevaarlijke krijger Tai Lung gaat ontsnappen uit zijn gevangenis. Volgens hem moet de 'drakenkrijger' worden aangewezen, omdat hij de enige is die Tai Lung kan verslaan. Po gaat naar het jaden paleis om de verkiezing van de drakenkrijger bij te wonen, maar hij komt te laat en de deuren zijn al gesloten. Toch probeert Po binnen te komen: met een stoel met vuurwerk eraan komt hij tussen de kandidaten terecht. Meester Oogway beschouwt dit als een teken en kiest daarom Po als drakenkrijger, tot grote verbazing van de vurige vijf en meester Shifu.
Shifu ontdekt dat Po totaal geen kungfu kan, maar moet hem desondanks toch trainen daar hij niet tegen Oogways keuze in wil gaan. De vurige vijf zien Po niet zitten, maar een voor een leren ze hem beter kennen en waarderen. Alleen hun leider, Tigress, blijft afstandelijk tegenover Po. Ze vertelt hem wel dat Tai Lung de adoptiezoon van meester Shifu is. Hij is een zeer getalenteerde kungfukrijger die ooit in aanmerking kwam voor de titel van drakenkrijger, maar Oogway voelde dat hij immoreel was en weigerde hem de titel. Hierop keerde Tai Lung zich tegen Shifu en het dorp en richtte zoveel vernielingen aan dat hij opgesloten moest worden in een zwaarbewaakte gevangenis.
Shifu ontdekt uiteindelijk dat hij Po kan motiveren met behulp van voedsel en eindelijk begint de training zijn vruchten af te werpen. Ondertussen ontsnapt Tai Lung. De vurige vijf proberen hem te onderscheppen bij een hangbrug, maar Tai Lung blijkt te sterk voor hen. Shifu besluit daarop het dorp te evacueren en alleen achter te blijven om Tai Lung te bevechten. Hij geeft Po nog wel de geheime boekrol die voor de drakenkrijger bedoeld is; volgens de legende zou er het geheim om de ultieme krijger te worden in staan. Po moet de rol in veiligheid brengen zodat Tai Lung hem niet kan stelen. Po bekijkt de boekrol, maar ziet dat er niks op staat; de boekrol is enkel een stuk glanzend papier dat als spiegel dient. Later begrijpt Po door een opmerking van zijn vader (over zijn noedels, die zogenaamd hun speciale smaak danken aan een "geheim ingrediënt" maar in werkelijkheid helemaal geen geheim ingrediënt bevatten) wat de rol werkelijk betekent: de geheime kracht zit in jezelf en staat niet op een boekrol.
Po haast zich hierop terug naar de tempel waar Tai Lung op het punt staat Shifu te doden. Po gaat de confrontatie met Tai Lung aan. De twee belanden in een zwaar gevecht, waarbij Po Tai Lung uiteindelijk verslaat met een truc van Shifu. Het dorp is gered en Po is nu officieel de drakenkrijger.

## Rolverdeling

### Originele stemmen
- Jack Black - Po (reuzenpanda)
- Jackie Chan - Master Monkey (gouden stompneusaap)
- Angelina Jolie - Tigress (tijger)
- Dustin Hoffman - Shifu (rode panda)
- Lucy Liu - Master Viper (adder)
- Ian McShane - Tai Lung (sneeuwpanter)
- David Cross - Master Crane (kraanvogel)
- Seth Rogen - Master Mantis (bidsprinkhaan)
- Randall Duk Kim - Master Oogway (schildpad)
- James Hong - Mr. Ping (gans)
- Michael Clarke Duncan - Commander Vachir (neushoorn)
- Kyle Gass
- Wayne Knight

### Nederlandse stemmen
- Edwin Evers - Po (reuzenpanda)
- Jörgen Raymann - Meester Monkie (aap)
- Yolanthe Cabau van Kasbergen - Tijger (tijger)
- Rik Felderhof - Shifu (rode panda)
- Froukje de Both - Meester Viper (adder)
- Sander de Heer - Tai Lung (sneeuwpanter)
- Thom Hoffman - Meester Kraan (kraanvogel)
- Rogier Komproe - Meester Mantis (bidsprinkhaan)
- Rients Gratama - Meester Oogway (schildpad)
- Murth Mossel - Commandant Vachir (neushoorn)
- Huub Dikstaal - Zeng (gans)

Overige stemmen: Florus van Rooijen, Ewout Eggink, Tara Hetharia, Kim Jonk, Jaco Kirchjünger, Pim Koopman, Remco Langendoen, Marieke Rovers, Maayke Stouwdam, Anneloes Ventjer, Bertine van Geelkerken-van Voort en Barry Worsteling
- Regisseur: Marty de Bruijn
- Vertaling: Judith Dekker

### Vlaamse stemmen
- Roel Vanderstukken - Po (reuzenpanda)
- Jean-Marie Pfaff - Meester Monkey (aap)
- Ann Ceurvels - Tigress (tijger)
- Rikkert Van Dijck - Shifu (rode panda)
- Kadèr Gürbüz - Meester Viper (adder)
- Jan Van Looveren - Tai Lung (sneeuwpanter)
- Peter Van Gucht - Meester Crane (kraanvogel)
- Pieter Embrechts - Meester Mantis (bidsprinkhaan)
- Jef Demedts - Meester Oogway (schildpad)
- Jacques Vermeire - Po's vader (gans)
- Matthias Schoenaerts - Zeng

Overige stemmen: Olivier Anciaux, Veerle Ceuppens, Edwig van Elsen, Michiel de Backer, Dirk Denoyelle, Magali Lybeert, Matthias Lybeert en David Verbeeck
- Vertaling: Griet de Wolf
- Regisseur: David Verbeeck

## Achtergrond

### Productie
De plannen voor Kung Fu Panda bestonden al sinds 1993, maar kwamen lange tijd niet van de grond. Werk aan de film begon al voor oktober 2004. In september 2005 kondigde DreamWorks Animation de film aan samen met Jack Black, die de stem van de protagonist zou gaan doen. Aanvankelijk was het de bedoeling dat de film een parodie op het kungfugenre zou worden, maar co-regisseur John Stevenson was tegen dit idee. In plaats daarvan werd de film gewoon een komedie.
De regisseurs van de film lieten zich blijkbaar inspireren door Stephen Chows actiekomedie Kung Fu Hustle uit 2004. Ze wilden de film dan ook een authentiek Chinees en kungfugevoel meegeven. Daarom bestudeerden productieontwerper Raymond Zibach en artdirector Tang Heng jarenlang Chinese schilderkunst, architectuur en kungfufilms. Volgens Zibach waren vooral films als Hero, House of Flying Daggers en Crouching Tiger, Hidden Dragon voor hem een inspiratiebron voor de film. De film moest volgens de producers ook een “episch” gevoel krijgen. Dit in tegenstelling tot veel andere DreamWorks-animatiefilms, die het vooral moesten hebben van beroemdheden die de stemmen inspraken en muzikale nummers. In november 2005 maakte Dreamworks Animation bekend dat Dustin Hoffman, Jackie Chan, Lucy Liu en Ian McShane ook tot de acteurs zouden behoren.
De met de hand getekende animatiescène aan het begin van de film was bedoeld als referentie naar een Chinees schaduwspel. Ook de slotscène bevat met de hand getekende achtergronden en personages. De rest van de film maakt gebruik van computeranimatie. Deze computeranimatie was complexer dan wat Dreamworks tot nu toe had gedaan. Ter voorbereiding namen de tekenaars zes uur lang kungfulessen.

### Uitgave
De film beleefde zijn première op het filmfestival van Cannes, alwaar hij met positieve reacties werd ontvangen. Kung Fu Panda had zijn nationale première in de Verenigde Staten op 1 juni 2008. Op Rotten Tomatoes behaalde de film 88% aan goede beoordelingen. De film deed het bij de première qua kaartverkoop het beste van alle films met een opbrengst van 60.239.130 dollar. Daarmee was de film succesvoller dan veel critici vooraf hadden voorspeld.
Kung Fu Panda was ook een groot succes in China; een zeldzaamheid voor niet-Chinese films. De film bracht in China bijna 110 miljoen renminbi op en is daarmee een van de weinige buitenlandse films die in China meer dan 100 miljoen renminbi opgebracht heeft. Het feit dat zo'n succesvolle animatiefilm over Chinese cultuur door Amerikanen was gemaakt, zette Chinese filmcritici echter wel aan het denken over de kwaliteit van Chinese animatiefilms.
Op 9 november 2008 werd Kung Fu Panda uitgebracht op dvd en blu-ray.

### Filmmuziek
Zoals bij de meeste animatiefilms van DreamWorks verzorgde componist Hans Zimmer de muziek voor de film. Hij bezocht hiervoor China om meer te leren over de cultuur en de muziek. Hij ontmoette ook het Chinese Nationale Symfonieorkest.
De film bevat onder andere een deels herschreven versie van het nummer Kung Fu Fighting, gezongen door Cee Lo Green en Jack Black voor de aftiteling. Deze versie staat ook op de originele soundtrack.

### Vervolgen
De film kreeg eerst twee vervolgen in de vorm van korte films: Secrets of the Furious Five en Kung Fu Panda Holiday Special.
Een echt vervolg, getiteld Kung Fu Panda 2, verscheen in mei 2011. Deze film is in 3D opgenomen. 
In China verscheen in augustus 2008 een onofficieel vervolg op Kung Fu Panda: een direct-naar-video getiteld Kungfu Master aka Wong Fei Hong vs Kungfu Panda (黃飛鴻大戰功夫熊貓).
Een manga gebaseerd op de film werd uitgebracht in Japan door Kerokero Ace magazine. De manga is geschreven door Hanten Okuma en getekend door Takafumi Adachi.
Op Nickelodeon is sinds 2011 de animatieserie Kung Fu Panda: Legends of Awesomeness te zien met inmiddels 3 seizoenen.
Kung Fu Panda 3 verscheen in 2016.

## Prijzen en nominaties
| Jaar | Prijs                                     | Categorie                                                                               | Genomineerde(n)                                              | Uitslag     |
| ---- | ----------------------------------------- | --------------------------------------------------------------------------------------- | ------------------------------------------------------------ | ----------- |
| 2008 | CFCA Award                                | beste animatiefilm                                                                      | -                                                            | Genomineerd |
| 2008 | Golden Trailer Award                      | beste animatie/familie                                                                  | -                                                            | Genomineerd |
| 2008 | National Movie Award                      | beste familiefilm                                                                       | -                                                            | Genomineerd |
| 2008 | Teen Choice Award                         | Choice Summer Movie: Comedy                                                             | -                                                            | Genomineerd |
| 2009 | Academy Award                             | Beste animatiefilm van het jaar                                                         | John Stevenson, Mark Osborne                                 | Genomineerd |
| 2009 | Annie Award                               | Beste animatie-effecten                                                                 | Li-Ming 'Lawrence' Lee                                       | Gewonnen    |
| 2009 | Annie Award                               | Beste animatiefilm                                                                      | -                                                            | Gewonnen    |
| 2009 | Annie Award                               | Best Character Animation in a Feature Production                                        | James Baxter                                                 | Gewonnen    |
| 2009 | Annie Award                               | Best Character Design in an Animated Feature Production                                 | Nicolas Marlet                                               | Gewonnen    |
| 2009 | Annie Award                               | Best Directing in an Animated Feature Production                                        | Mark Osborne, John Stevenson                                 | Gewonnen    |
| 2009 | Annie Award                               | Best Music in an Animated Feature Production                                            | Hans Zimmer, John Powell                                     | Gewonnen    |
| 2009 | Annie Award                               | Best Production Design in an Animated Feature Production                                | Tang Kheng Heng                                              | Gewonnen    |
| 2009 | Annie Award                               | Best Storyboarding in an Animated Feature Production                                    | Jennifer Yuh                                                 | Gewonnen    |
| 2009 | Annie Award                               | Best Voice Acting in an Animated Feature Production                                     | Dustin Hoffman                                               | Gewonnen    |
| 2009 | Annie Award                               | Best Writing in an Animated Feature Production                                          | Jonathan Aibel, Glenn Berger                                 | Gewonnen    |
| 2009 | Annie Award                               | Best Character Animation in a Feature Production                                        | Philippe Le Brun                                             | Genomineerd |
| 2009 | Annie Award                               | Best Character Animation in a Feature Production                                        | Dan Wagner                                                   | Genomineerd |
| 2009 | Annie Award                               | Best Production Design in an Animated Feature Production                                | Raymond Zibach                                               | Genomineerd |
| 2009 | Annie Award                               | Best Storyboarding in an Animated Feature Production                                    | Alessandro Carloni                                           | Genomineerd |
| 2009 | Annie Award                               | Best Voice Acting in an Animated Feature Production                                     | James Hong                                                   | Genomineerd |
| 2009 | Annie Award                               | Best Voice Acting in an Animated Feature Production                                     | Ian McShane                                                  | Genomineerd |
| 2009 | Critics Choice Award                      | beste animatiefilm                                                                      | -                                                            | Genomineerd |
| 2009 | Golden Globe                              | beste animatiefilm                                                                      | -                                                            | Genomineerd |
| 2009 | Blimp Award                               | Favorite Voice from an Animated Movie                                                   | Jack Black                                                   | Gewonnen    |
| 2009 | Blimp Award                               | Favoriete animatiefilm                                                                  | -                                                            | Genomineerd |
| 2009 | Golden Reel Award                         | Best Sound Editing - Sound Effects, Foley, Dialogue and ADR Animation in a Feature Film | Ethan Van Der Ryn, Erik Aadahl, Mike Hopkins, Jonathan Klein | Genomineerd |
| 2009 | OFCS Award                                | beste animatie                                                                          | -                                                            | Genomineerd |
| 2009 | Motion Picture Producer of the Year Award | Animated Theatrical Motion Pictures                                                     | Melissa Cobb                                                 | Genomineerd |
| 2009 | People's Choice Award                     | Favoriete familiefilm                                                                   | -                                                            | Genomineerd |
| 2009 | VES Award                                 | Outstanding Animated Character in an Animated Motion Picture                            | Jack Black, Dan Wagner, Nicolas Marlet, Peter Farson         | Genomineerd |
| 2009 | VES Award                                 | Outstanding Animation in an Animated Motion Picture                                     | Markus Manninen, Dan Wagner, Alex Parkinson, Raymond Zibach  | Genomineerd |
| 2009 | VES Award                                 | Outstanding Effects Animation in an Animated Feature Motion Picture                     | Markus Manninen, Alex Parkinson                              | Genomineerd |